# Andrzej Zborowski
Andrzej Zborowski, född 1525, död 1598, var en polsk adelsman. Han var bror till Jan, Krzysztof och Samuel Zborowski.
Zborowski var först anhängare till Stefan Batory, men övergick sedan av hat mot Jan Zamoyski till hans motståndare, agiterade, också han, för Maximilian och ingrep till hans förmån med väpnad hjälp, vilken dock nedslogs och Zborowski fängslades.